# Canyon rio Sass

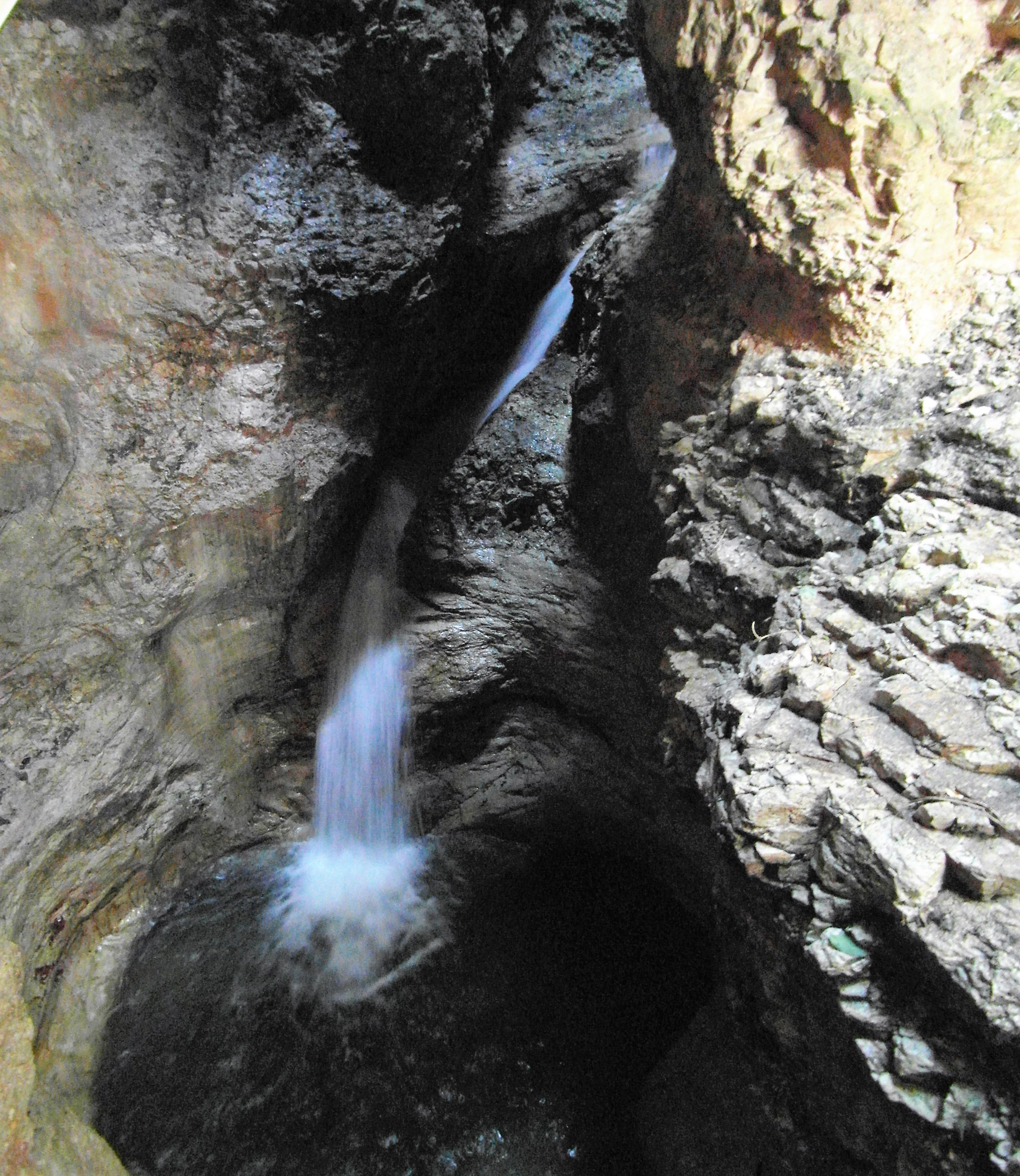
Una delle cascate

Il canyon rio Sass è un canyon appartenente al territorio comunale di Fondo, nella Alta Val di Non in Trentino.

## Descrizione

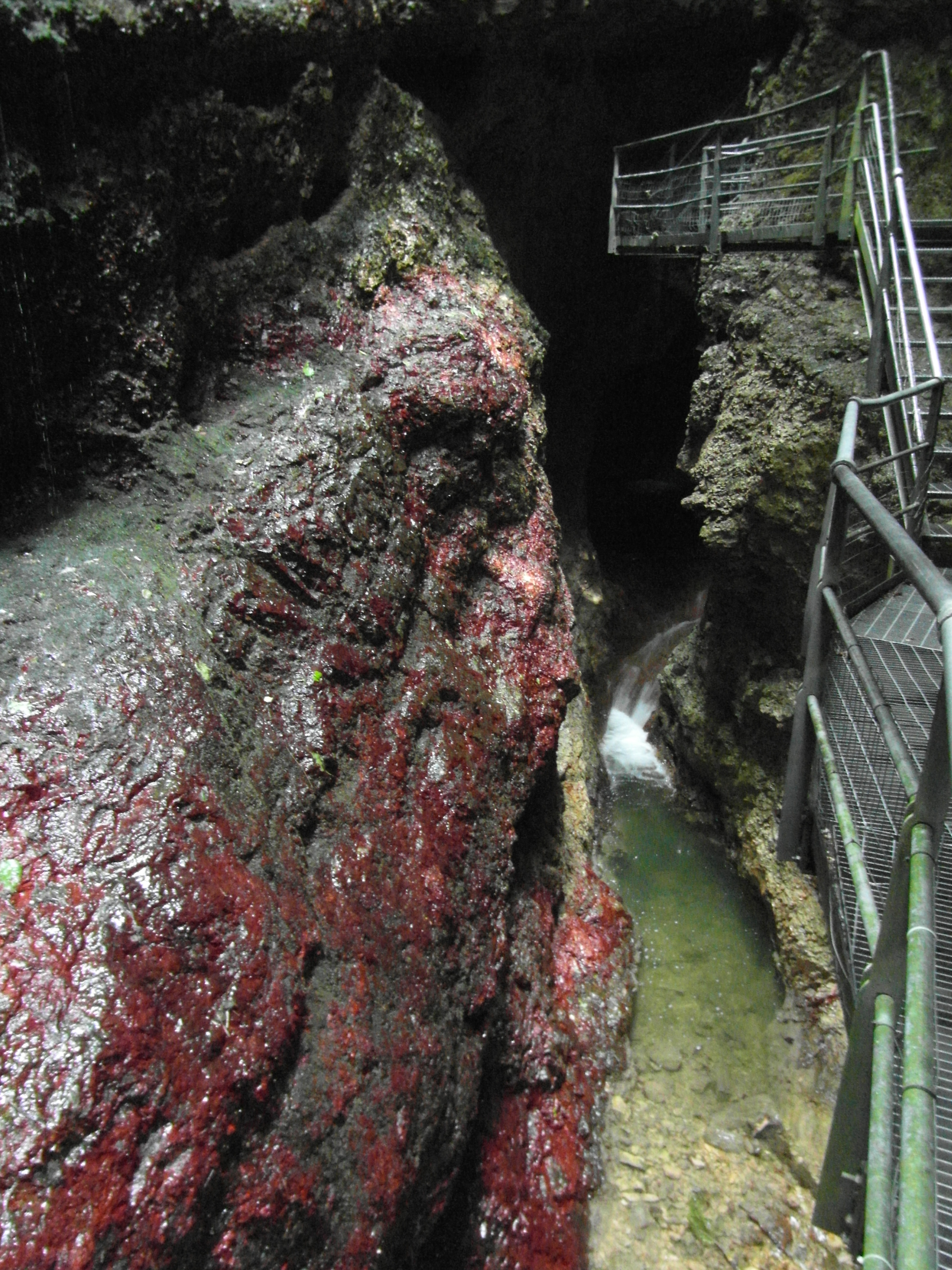
Presenza di alghe rosse lungo la discesa

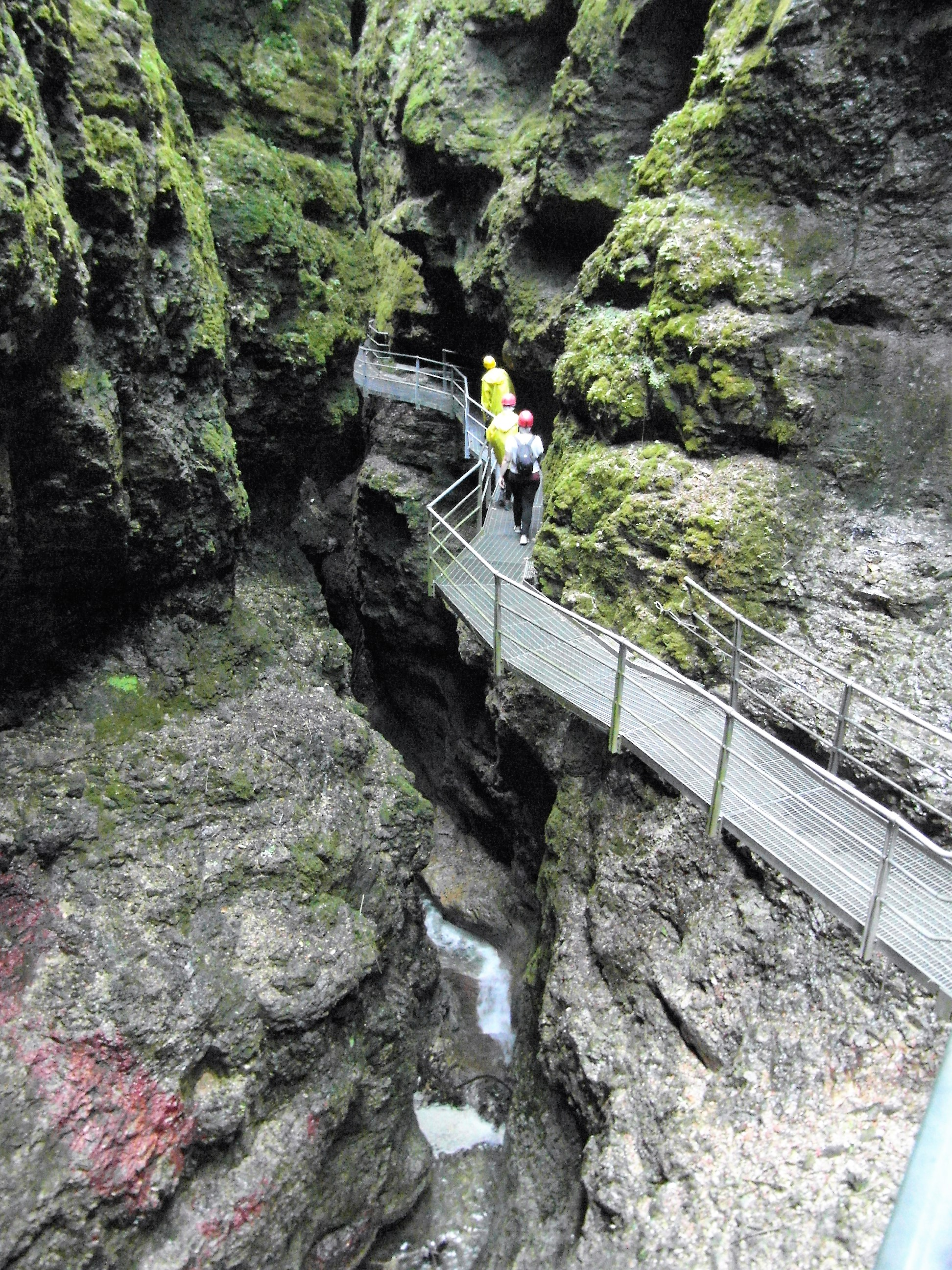
Inizio dell'apertura del canyon

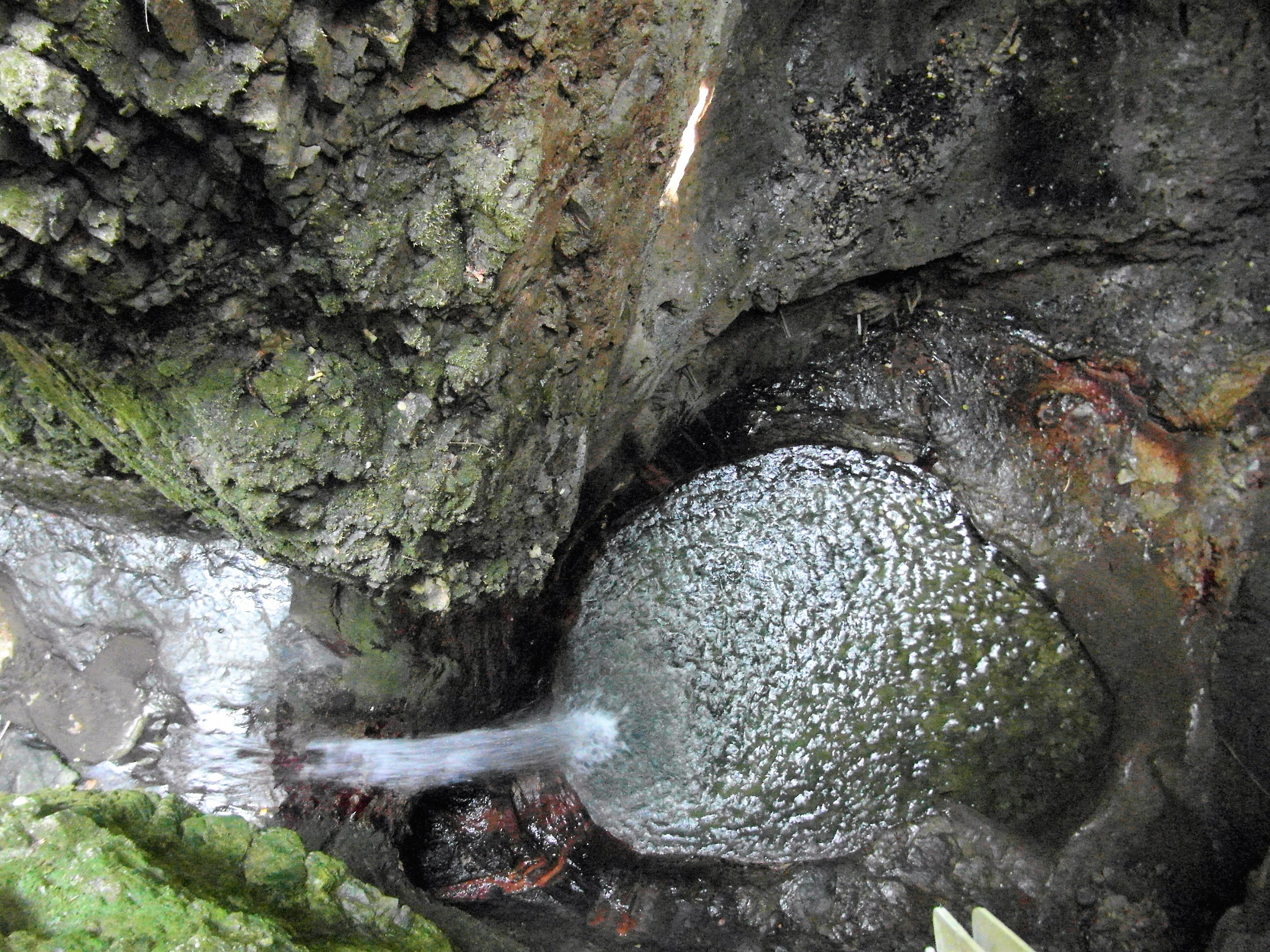
Una marmitta dei giganti

L'orrido, lungo 300 metri e profondo 60 metri, scende tra rocce e sottili cascate tipiche delle gole come questa. Il rio Sass, che è una sorgente ferruginosa, offre un passaggio tra le due pareti verticali che raggiunge un minimo di 25 centimetri ed un massimo di circa 30 metri. Esso divide in due il paese di Fondo e dal 2001, grazie all'introduzione di scalette e particolari passerelle, è possibile effettuare più comodamente tale escursione.
Oltre alle continue cascate, sono visibili stalagmiti, stalattiti, concrezioni, marmitte dei giganti, colonie di alghe rosse e verdi e fossili lungo tutto il suo percorso. Questo, sempre ben attrezzato nella roccia grazie a comode passerelle sospese nel vuoto, gradinate e scale, è da percorrere in entrambi i sensi, scendendo e risalendo ben 600 scalini (1200 metri) per due volte, per un totale di circa due ore. Oltre la metà della discesa, una volta usciti dalle anguste pareti della forra, si arriva ad una diga risalente al 1700 circa, costruita in tronchi d'albero. Scendendo ancora si trovano i resti delle vecchie terme "bagni di Fondo", attive dalla metà del 1800 fino alla metà del 1900. La storia racconta che in questo stabilimento termale avrebbe anche sostato l'imperatore austro-ungarico Francesco Giuseppe assieme alla consorte Sissi.

## Come arrivare

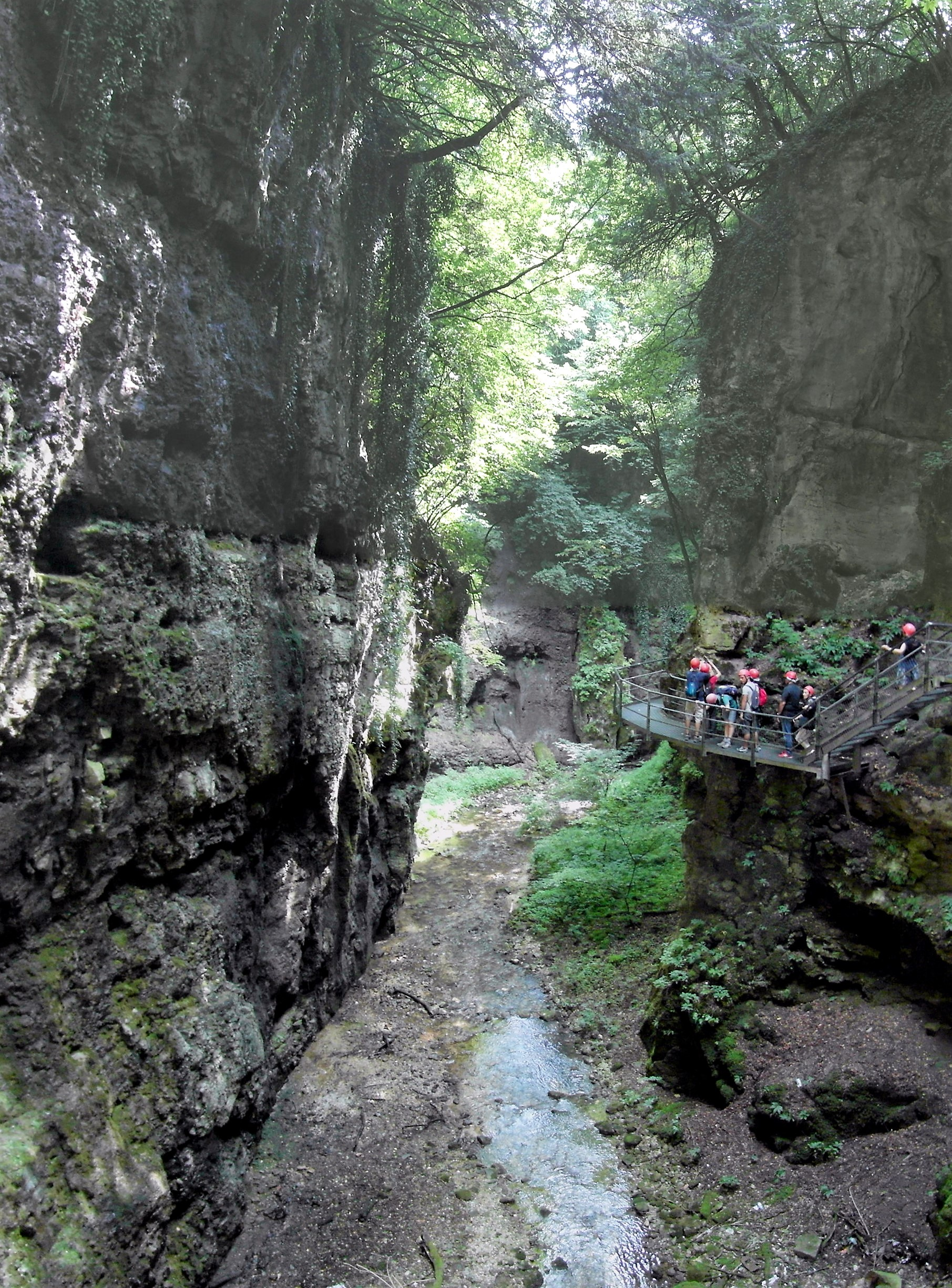
Parte del canyon più larga

Per giungere al canyon quindi a Fondo esistono diverse possibilità:
- dalla val di Sole (SS 42);
- dalla val di Non (SS 43 dir);
- dal passo della Mendola (1.363 m s.l.m.);
- dal passo Palade (1.518 m s.l.m.).

Il giro inizia proprio di fianco all'edificio comunale, presso la cooperativa Smeraldo. Da qui a piedi si scende per arrivare alla "casa dell'acqua" dove si recuperano i caschetti ed eventuali mantelline cerate impermeabili e si consiglia sempre un abbigliamento adatto alla situazione. Dopo la vestizione, si risale la via appena discesa, ma questa volta ci si ferma prima; qui inizia l'itineraio per la discesa nel canyon. Le visite sono possibili da metà aprile a metà novembre con partenze a prenotazione obbligatoria.